# Zabelstein (Adelsgeschlecht)
Die Herren von Zabelstein waren ein fränkisches Adelsgeschlecht, welches sich zunächst von Püssensheim beziehungsweise von Prosselsheim nannte und zu den Iringern gezählt werden darf.

## Geschichte

### Herkunft
Das erste Mitglied der Familie, welches sich urkundlich nachweisen lässt und sich nach der angeblich von ihnen erbauten Burg Zabelstein nannte, war ab 1152 „Jring de Zauelsten“. (Iring von Zabelstein). Er war Ministerial des Bistums Würzburg und Sohn Irings von Püssensheim der wiederum urkundlich in der Zeit zwischen 1135 und etwa 1149 nachweisbar ist. Aus einer Urkunde aus dem Jahr 1136 geht hervor, dass er zwei Brüder namens Adelhalm und Conrad hatte. Letzteren zieht Schäfer als den Stammvater der Herren von Homburg an der Wern sowie Homburg am Main in Betracht. Aus letzterer gingen wiederum die Linien Neuenburg-Triefenstein, die Herren von Homburg-Reinstein, die Herren von Krensheim, die Herren von Königsheim und möglicherweise auch die Schenken von Schüpf hervor.

### Geschichte
Der Würzburger Domherr Eberhard übertrug 1157, am Ende seines Lebens, seinen bedeutenden Besitz in Gössenheim (unterhalb der Burg Homburg) – bewirtschaftet und unbebaut, mit den Gebäuden in der Stadt, dem Turm, der Kirche, den Feldern, Bäumen und die ganze Ebene samt Weinbergen – dem Kloster Schlüchtern und deren Abt Mangold. Dagegen erhoben Iring von Zabelstein und seine namentlich nicht weiter genannte Schwester Einspruch. Man einigte sich auf einen Vergleich, wobei die Schenkung gegen eine Ausgleichszahlung von 100 Mark rechtskräftig wurde. Ob mit dem genannten Turm die Burg zu verstehen ist, ist ungewiss. Iring von Zabelstein wird ab 1168 als Schenk (pincerna) bezeichnet. Er wird noch bis 1170 urkundlich erwähnt. Irings Sohn Heinrich war Schultheiss von Würzburg und wird als Stammvater der Reichsküchenmeister von Rothenburg angenommen. Dessen Bruder Wolfram von Zabelstein, oder möglicherweise auch dessen gleichnamiger Sohn erwarb 1189 das Eigengut Biebelried wo er die Burg Biebelried errichtete, nach der er sich benannte. Letzter männlicher Nachkomme im Mannesstamm war Heinrich von Zabelstein. Er tritt urkundlich letztmals 1298 in Erscheinung. Seine Tochter Getrud war mit Heinrich Fuchs von Dornheim verheiratet dessen Schwester wiederum mit Konrad von Scherenberg verheiratet war. Nach dem Tod ihres Mannes übertrug sie 1284 die Vogtei von Gerlachshausen der Abtei Münsterschwarzach. Sie gilt als große Gönnerin des Klosters. Mit ihr starb die Zabelsteiner Linie im Mannesstamm aus. Andere Linien blühten auch danach unter anderen Familiennamen weiter. Ihre Stammburg, Burg Zabelstein fiel damit zurück an den Lehensherrn, dem Hochstift Würzburg, und wurde ab 1359 von einem Würzburgischen Amtmann bewohnt.